# 日向輝武

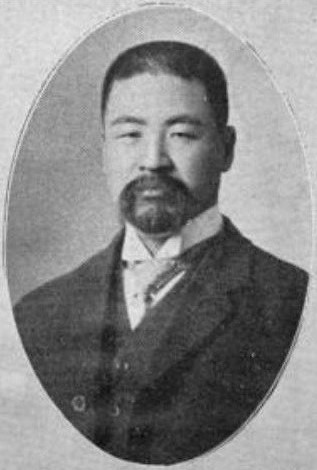
日向輝武

日向 輝武（ひなた てるたけ、1870年8月29日（明治3年8月3日） - 1918年（大正7年）5月28日）は、日本の実業家、政治家。
幼名は角太郎もしくは角次郎。群馬県西群馬郡井出村（現高崎市）の足袋屋の子として生まれ、東京専門学校で学ぶ。1887年、藤岡の緑野教会で不破唯次郎より受洗された。
1888年に渡米、労役を経てパシフィック大学で政治、経済学を学び、ハワイの官約移民の後継会社を設立するため1893年に一時帰国して星亨の支援を仰ぎ、大陸移民会社を創立し日本人移民事業で成功し、1898年に帰国した。移民の預金を扱う京浜銀行の常務、1901年日本広告(のち日本電報通信社に改称に伴い取締役に就任した。現電通)会長、草津鉱山社長、茂浦鉄道取締役、大陸殖民社長、日刊人民新聞（移民業界紙）社長など、星亨の息のかかった企業の重役を多数務めた。
1902年より衆議院議員(当選5回)となり、尾崎行雄らと同志研究会を組織、反政府運動に走ったが、のち政友会に入った。
大浦事件で収監され、獄中で精神錯乱となり、精神病院に移ったが、回復しないまま49歳で没した。
妻は舞踏家の林きむ子。